# Station Fontaines-d'Ozillac
Station Fontaines-d'Ozillac is een spoorwegstation in de gemeente Fontaines-d'Ozillac in het Franse departement Charente-Maritime.